# RTCP
Em informática, RTCP (sigla em inglês para Real-Time Transport Control Protocol) é um protocolo de Internet para a troca de dados em pacote.
O protocolo RTCP, definido também através da recomendação [RFC 3550] do IETF, é baseado no envio periódico de pacotes de controle a todos os participantes da conexão (chamada), usando o mesmo mecanismo de distribuição dos pacotes de mídia (Voz). Desta forma, os dados estatísticos contido no pacote de controle, podem ser usados para finalidades de diagnósticos, por exemplo, para modificar suas taxas de transmissão.